# Lagsport

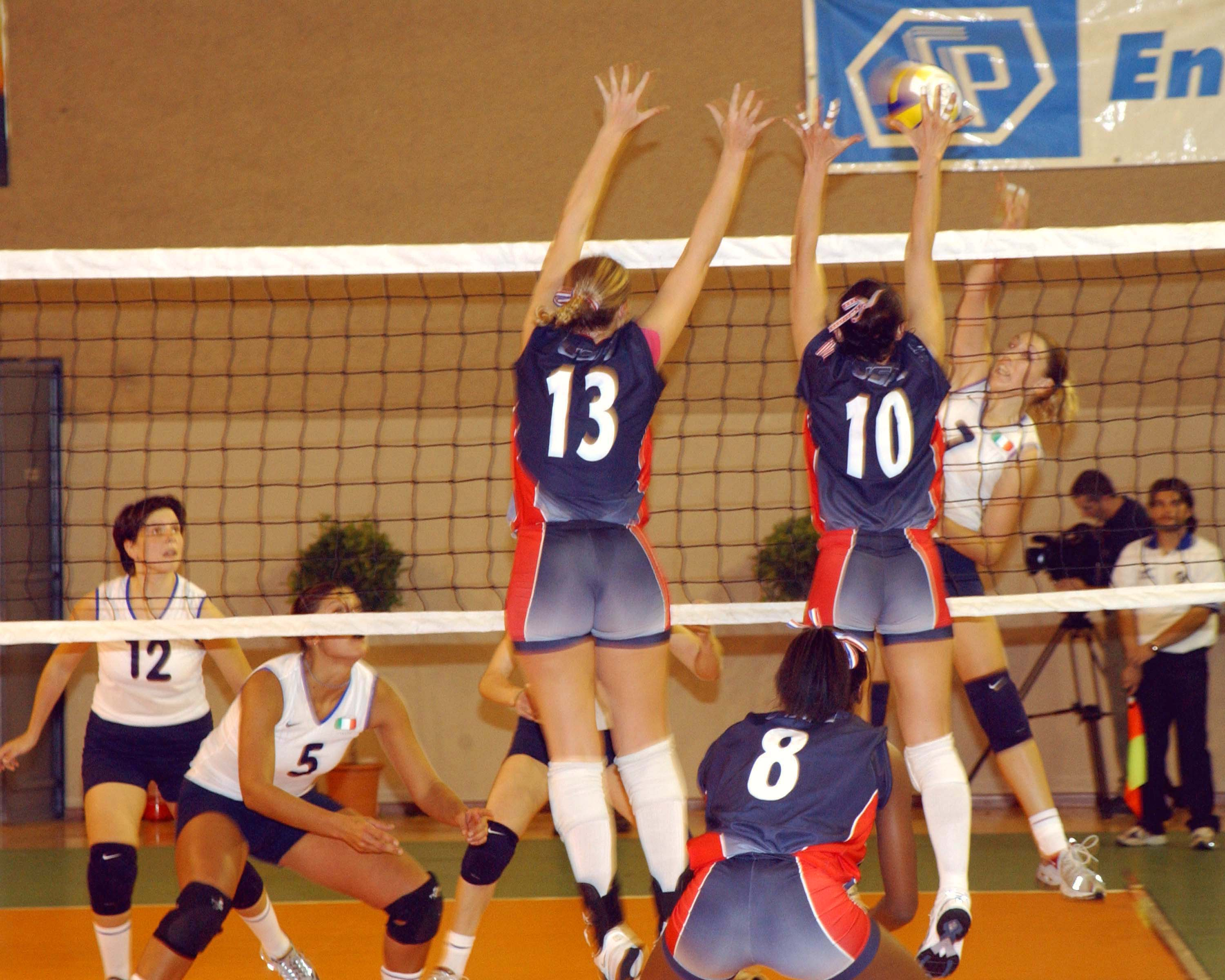
Volleybollmatch vid Military World Games 2003 i Italien. Lagmedlemmarna samarbetar för att besegra motståndarlaget.

En lagsport eller lagidrott är en sport där så kallade lag, en enhet bestående av samarbetande medlemmar från till exempel ett landslag, en klubb eller en förening, tävlar mot varandra (till skillnad från individuella sporter). Oftast tävlar lagen om att göra flest mål (poäng). Exempel på lagsporter är fotboll, ishockey, handboll, innebandy och bandy. Många lagsporter är bollsporter.
I lagsporter har ofta de olika länderna så kallade landslag, ofta ett medlemskap av landets bästa spelare. Landslagen (länderna) tävlar sedan mot varandra i till exempel Europamästerskap, världsmästerskap och olympiska spel.
Det finns också exempel på evenemang där lag, då oftast landslag, tävlar mot varandra i sporter som i grunden är individuella. Det görs genom att man på något sätt sammanräknar varje deltagares prestation till ett resultat för hela laget. Bland annat inom tennis (som Davis Cup och Fed Cup) och golf (som Ryder Cup och Solheim Cup) ordnas lagsporter på detta vis och ett exempel inom friidrotten är den regelbundet återkommande Finnkampen, fram till slutet av 1980-talet förekom även andra friidrottslandskamper. Bordtennisturneringarna brukar även ha en lagtävling. Även dubbelklasserna i spel som badminton, bordtennis och tennis kan se som lagspel.

## Historia
Så kallat mesoamerikanskt bollspel antas ha utövats kring 1000 år f. Kr.

## Lagstorlek inom olika sporter
(Det första siffrorna står för högsta antalet spelare som får vara på planen samtidigt.)
- Bandy: 11 spelare + upp till 5 avbytare
- Fotboll: 11 spelare + 7 avbytare[1]
- Indiaca: 5 spelare + högst 5 avbytare
- Ishockey: 6 spelare + 10–14 avbytare
- Indoorhockey: 6 spelare + 6 avbytare

## Damlag
Lag kan sammasatta av personer av samma kön. Damlag är ett lag bestående av damer. Finns ofta i lagsporter som har med styrka och snabbhet att göra till exempel fotboll, ishockey och bandy.
Exempel
- Damallsvenskan
- Allsvenskan i bandy för damer
- Elitserien i handboll för damer
- Sveriges damlandslag i handboll
- Sveriges damlandslag i fotboll
- Sveriges damlandslag i ishockey

## Skillnader
Innebörden av begreppet "lagsport" har ifrågasatts under de senaste åren. Vissa sporter har andra mål eller regler än "traditionella" lagsporter. Dessa lagsporter involverar inte lagkamrater som underlättar förflyttningen av en boll eller liknande föremål enligt en uppsättning regler för att få poäng. I allmänhet är uppdelningen i lag- och individuella sporter inte alltid oproblematisk, eftersom det finns olika kombinationer av individuella sporter. 

### Renodlade lagsporter
Detta inkluderar sporter som bara kan utövas i ett lag. Antalet teammedlemmar är fast för varje team. För att vara framgångsrika i mästerskap och turneringar behöver lagen en spelartrupp som vida överstiger antalet spelare som startar matchen. Spelare kan bytas ut från truppen för tävlingsmatcher för att ersätta utarmade eller skadade spelare eller för att göra taktiska förändringar. Exempel är basket, volleyboll, rugby, vattenpolo, handboll, lacrosse, cricket, baseboll och olika former av fotboll och hockey.
Tvåmannalag är vanliga i vissa sporter, t.ex. danssporter eller beachvolleyboll. Reservspelare används inte här. Två parter som är helt beroende av varandra. Avsaknaden av en man här innebär en förlust av konkurrenskraft.

### Formationer
Dessutom finns det sporter som huvudsakligen spelas singel men som också spelas i olika formationer tillsammans, till exempel badminton, bordtennis eller dubbeltennis. Denna formation är dock mycket sämre när det gäller prestige, tittare och prispengar. I dessa formationer är gemensam taktik, lagarbete och överenskommelser avgörande för framgång. 